# 24346 Lehienphan
24346 Lehienphan è un asteroide della fascia principale. Scoperto nel 2000, presenta un'orbita caratterizzata da un semiasse maggiore pari a 3,1676412 UA e da un'eccentricità di 0,1704246, inclinata di 6,24263° rispetto all'eclittica.
È stato intitolato a Le Hien Thi Phan (1990), studentessa premiata nel 2008 al concorso internazionale Intel per la scienza e l'ingegneria.